# ارنی وایز
ارنی وایز (انگلیسی: Ernie Wise; ۲۷ نوامبر ۱۹۲۵ – ۲۱ مارس ۱۹۹۹) کمدین، هنرپیشه و خواننده اهل بریتانیا بود. وی بین سال‌های ۱۹۴۱ تا ۱۹۹۵ میلادی فعالیت می‌کرد.